# Kolvaktarens visor
Kolvaktarens visor är en dikt- och novellsamling från 1915 av Dan Andersson. Med boken framstod han som en pionjär för arbetarlitteraturen.

## Dikter och noveller

### I
- Visa vid kolvakten
- Kolvaktaren
- Gengångare
- Pajso
- Benkvarnen
- I timmerkojan på Sami
- Den gamle
- Döden
- En svanesång
- Du liv...
- Gunnar Vägman
- Jag väntar...
- Till kvinnan
- Min väg...
- Till Astrid Dolores vid skilsmässan
- Botgöraren
- Sizzi
- Onda tankar
- Gässen flytta
- Visa, tillägnad all ömklighet
- Sista natten i Paindalen
- Vårkänning
- Jöns Lekares kvinnor
- Tal till Jonathan
- Hälgdagskväll i timmerkojan
- När Gasken dog
- Tjuvskytten
- Hemlängtan
- Den sista sången

### II
Andra avdelningen utgörs av sällan publicerade berättelser
- Slagsmål
- En anklagare
- Den vanskapte
- Björn-Larssons bragd
- "Din broders blod..."
- Själasörjaren